# Atropha olbrechtsi
Atropha olbrechtsi là một loài tò vò trong họ Ichneumonidae.